# Куфа (мера жидкости)
Куфа — украинская мера для измерения жидкости в XVII—XVIII веках, во времена Запорожского казачества. В XVII—XVIII веках одна куфа на Левобережной Украине равнялась 40 ведрам воды (Ведро киевское содержало 8,5 л, московское — 12,5 л жидкости).
Название происходит от нем. Kufe, что означает большую бочку, кадку, а также меру жидкостей в Пруссии, равную 37 ведрам.
Словарь Даля определяет куфу как меру в 30 кварт.